# 第1装甲师 (德国国防军)
第1装甲师（德語：1. Panzer-Division），是第二次世界大战期间德国国防军陆军中的一支精锐装甲师，其师徽是白橡树。

## 歷史
第1装甲师于1935年10月15日由第3骑兵师改编而成，总部设在魏玛。由一个两团制装甲旅，一个摩托化步兵旅，一个侦察营，一个炮兵团以及配属的其他部队组成。首任师长马克西米利安·魏克斯。
1938年，第1装甲师被编入第16军，这个军全部由装甲师组成。1939年9月波兰战役开始，第1装甲师是德国国防军全部6个装甲师之一，第1装甲师被配属到南方集团军群下辖的第16军在上西里西亚地区作战，和第4装甲师一道，从东北方向攻入波兰，迅速兵临华沙城下。9月16日-20日，他们粉碎了沿布祖拉河反攻的波兰军队。在两个装甲师的双重包围下，波军的抵抗很快崩溃。
1940年5月，第1装甲师被编入古德里安的第19军，通过阿登森林攻入法国。5月16日，该师在色当取得了决定性的突破，德国坦克迅速向英吉利海峡沿岸逼近。但在距离敦刻尔克25公里处遭到英国军队的顽强抵抗，随后希特勒下令停止进攻。第1装甲师之后又被编入第39军，沿埃纳河方向向南推进。6月12日，该师率先突破法军防线攻入贝尔福特。6月22日，法国宣布停战。
1940年10月1日，德国国防军扩编装甲师部队，第1装甲师下辖第2装甲团被抽调出来作为新成立的第16装甲师的骨干。作为补偿，第113装甲掷弹兵团被编入该师。
1941年6月，德国入侵苏联，第1装甲师作为北方集团军第41装甲军的一部分通过爱沙尼亚向北推进。至7月14日，第1装甲师已经到达距列宁格勒仅有110公里的卢加河一线。因为推进速度太快，北方集团军的侧翼战线被拉得过长，部队被迫在原地待命三周。随着德军切断拉多加湖与列宁格勒的联系，列宁格勒市被包围，第1装甲师作为主攻部队于9月8日向这座红色革命中心发起猛烈攻势，起初取得了不错的进展，但到了9月18日，苏联红军遏制住了德军的进攻。10月2日，第1装甲师奉命调往中央集团军群3装甲集群参加“台风行动”。他们是推进到距莫斯科最近的部队，11月末的时候，该师距离苏联的首都仅有50公里。在接下来的两个月里，第1装甲师主要在莫斯科西北方向防御苏军的的冬季攻势。1942年1月和2月，该师撤退至莫斯科以西150公里处的勒热夫-维亚济马地区继续与苏联红军激战，战斗一直持续到1942年年底。1943年1月，该师撤回到法国进行修整。
1943年6月-10月，第1装甲师被部署到巴尔干地区，主要负责在希腊沿海防御盟军所谓“肉馅行动”。11月，该师返回东线战场，参加了德军在乌克兰地域的防御作战，并在日托米尔反击战中表现的非常出彩。1944年1月-2月，第1装甲师在第3装甲集团军编内参加了解救科尔松-切尔卡瑟包围圈的行动。1944年4月，又作为瓦伦丁·胡贝大将指挥的第1装甲集团军的一部分，被苏军围困在卡缅涅茨波多利斯基的包围圈里，后成功突围。
1944年9月，第1装甲师撤退至喀尔巴阡山脉，和其他德国部队一样徒劳的抵抗着苏军的推进。10月，该师撤入匈牙利境内。1945年1月，第1装甲师参加解救布达佩斯的“康拉德”行动，并以失败告终。在1945年3月的“春季觉醒”行动中，第1装甲师是唯一一个突破苏军阵地的国防军装甲师，但“春季觉醒”最后还是以失败告终。（战争后期第1009后备掷弹兵营曾被编入第1装甲师，国防军第509重战车营曾附属于该师）
第1装甲师最后退入奥地利的阿尔卑斯山区，在那里他们向美军投降。

## 历任师长
- 1935.10.01 - 1937.09.30：马克西米里安·魏克斯少将
- 1937.10.01 - 1939.11.02：鲁道夫·施密特中将
- 1939.11.02 - 1941.07.17：弗里德里希·基什内尔中将
- 1941.07.17 - 1944.01.01：沃尔特·克吕格尔中将
- 1944.01.01 - 1944.02.19：理查德·科尔少将
- 1944.02.19 - 1944.09.25：沃纳·马尔克斯少将
- 1944.09.25 - 1945.05.08：艾本哈德·瑟内特中将